# Paweł Fąfara
Paweł Fąfara (ur. 28 stycznia 1969 w Rakowie) – polski dziennikarz.

## Życiorys
Absolwent Technikum Mechanicznego w Staszowie oraz Wydziału Dziennikarstwa i Nauk Politycznych na Uniwersytecie Warszawskim.
W 1988 zadebiutował w młodzieżowym piśmie „Na przełaj”, później współpracował z tygodnikiem „Razem” oraz dwutygodnikiem „Elita”. W 1990 rozpoczął pracę w „Życiu Warszawy”, gdzie był dziennikarzem i reporterem, a następnie pełnił kolejno funkcje: sekretarza działu krajowego, zastępcy szefa działu krajowego i sekretarza redakcji. Z dziennikiem rozstał się pod koniec 1995 – był w grupie dziennikarzy, która odeszła z redakcji razem z Tomaszem Wołkiem.
W 1996 zaczął pracę w dzienniku „Życie”, gdzie najpierw był sekretarzem redakcji, później zastępcą redaktora naczelnego, a w latach 2001–2002 sprawował funkcję redaktora naczelnego (po odwołaniu Wołka). Krótko po odwołaniu Fąfary zostało zamknięte „Życie”. Jego nakład w ostatnim czasie wynosił 80 tys. egzemplarzy i sprzedaż na poziomie 30 tys.
Od 2002 rozpoczął pracę w tygodniku „Newsweek Polska”, gdzie był najpierw sekretarzem redakcji, a następnie zastępcą redaktora naczelnego.
Od 15 października 2007 do lipca 2009 redaktor naczelny dziennika „Polska”. Od okresie od stycznia 2009 do 31 marca 2021 pełnił funkcję członka zarządu Polskapresse (zajął miejsce odwołanego w lipcu 2007 wiceprezesa Polskapresse Tomasza Wróblewskiego, zaś zastąpiony został przez Dorotę Kanię).